# Federação Francesa de Voleibol
A Federação Francesa de Voleibol  (em francês: Fédération française de volley-ball, FFVB) é  uma organização fundada em 1947, que governa a pratica de voleibol na França, sendo membro da Federação Internacional de Voleibol e da Confederação Européia de Voleibol, a entidade é responsável por  organizar  os campeonatos nacionais de  voleibol masculino e feminino no país.